# Bracon capeki
Bracon capeki är en stekelart som beskrevs av Vladimir Ivanovich Tobias 1974. Bracon capeki ingår i släktet Bracon och familjen bracksteklar. Inga underarter finns listade.